# I Had Too Much to Dream (Last Night) (chanson)
Singles de The Electric Prunes
Ain't It Hard
(1966) Get Me to the World on Time
(1967)
I Had Too Much to Dream (Last Night) est une chanson composée par Annette Tucker avec des paroles de Nancie Mantz, enregistrée fin 1966 par le groupe de garage rock américain The Electric Prunes. Publiée en tant que deuxième single du groupe, elle culmine au no 11 du Billboard Hot 100 et atteint le no 49 au Royaume-Uni.
C'est également le morceau principal du premier album du groupe, qui porte le même titre. Il devient plus largement connu comme le morceau d'ouverture de Nuggets, la compilation de garage rock et de musique psychédélique sortie en 1972.
Le titre est un jeu de mots jouant su l'ambiguïté avec too much to drink, c'est-à-dire avoir « trop (d'alcool) à boire » : ses paroles décrivent comment le chanteur s'est réveillé après avoir rêvé d'une ex-amoureuse.

## Composition et enregistrement
Le groupe se forme à l'origine sous le nom de The Sanctions à la Taft High School de Los Angeles, rebaptisés The Electric Prunes en 1966. Ils sont présentés au producteur de disques Dave Hassinger et, après une série de répétitions chez Leon Russell, ils sortent un premier single, Ain't It Hard. Malgré son échec commercial, Reprise Records accepte que le groupe enregistre un deuxième single.
Convaincu toutefois que le groupe ne peut pas écrire ses propres chansons, Hassinger recherche du matériel auprès du duo de composition professionnel composé d'Annette Tucker et de Nancie Mantz. L'un des morceaux est I Had Too Much to Dream (Last Night), une chanson qui, selon certaines sources, est conçue à l'origine comme une ballade orchestrale au piano. Cependant, Annette Tucker raconte un version différente : « J'ai trouvé le titre un jour et j'ai appelé Nancie. Elle l'a adoré et nous l'avons écrit le lendemain en une demi-heure… Les paroles étaient là et ma mélodie est venue facilement. J'étais influencé par les Rolling Stones à l'époque et c'est ainsi que j'entendais que soit enregistrée cette chanson… Nancie et moi avons imaginé cela comme une chanson rock ». Une version démo enregistrée par l'auteur-compositeur-interprète Jerry Fuller pour Dave Hassinger est peut être la source de l'histoire de la chanson en tant que ballade,.
À l'époque, les Electric Prunes comprennent le chanteur James Lowe, le guitariste principal Ken Williams, le guitariste rythmique James "Weasel" Spagnola, le bassiste Mark Tulin et le batteur Preston Ritter. La guitare oscillante et inversée qui ouvre la chanson provient des répétitions chez Russell, où Williams enregistre avec une guitare Gibson Les Paul de 1958 avec un vibrato Bigsby. James Lowe se souvient : « Nous enregistrions sur un quatre pistes, et nous retournions simplement la cassette et réenregistrions lorsque nous arrivions à la fin. Dave a repéré une cassette et n'a pas appuyé sur "enregistrer", et le volume dans le studio était au maximum : une guitare à réaction vibrante à couper le souffle. Ken avait agité son vibrato Bigsby avec un peu d'effet fuzz et de trémolo à la fin de la cassette. En avant, c'était cool. En arrière, c'était incroyable. J'ai couru dans la salle de contrôle et j'ai dit "C'était quoi cà ?". Ils n'avaient pas les retours allumés donc ils ne l'avaient pas entendu. J'ai demandé à Dave de conserver l'enregistrement pour plus tard ».
Le single sort en novembre 1966. Au départ, il est éclipsé par la ruée de Noël, mais au début de 1967, il progresse régulièrement dans les charts américains et atteint finalement la 11e place en février. Il atteint également la 49e place du classement britannique. Son succès permet au groupe de partir en tournée et de sortir un album ainsi qu'un autre single à succès, Get Me to the World on Time.

## Musiciens
- James Lowe – chant, autoharpe, guitare rythmique, tambourin
- Ken Williams – guitare solo
- James "Weasel" Spagnola - guitare rythmique, chœurs
- Mark Tulin – guitare basse, piano, orgue
- Preston Ritter – batterie, percussions

## Classements hebdomadaires
| Classements (1991)             | Meilleure position |
| ------------------------------ | ------------------ |
| États-Unis (Hot 100)           | 11                 |
| Royaume-Uni (UK Singles Chart) | 49                 |

## Reprises notables
La chanson est également enregistrée par d'autres artistes, dont :
- 1978 : Wayne County and the Electric Chairs sur leur album Storm the Gates of Heaven ;
- 1980 : Stiv Bators sur son album Disconnected ;
- 1985 : The Damned au cours d'une tournée, et particulièrement lors d'un concert enregistré à Londres paru en 1997 sur l'album live Fiendish Shadows ;
- 1988 : Joey Ramone en concert au Ritz à New York le 1er avril ;
- 1990 : Doro Pesch sur son album Doro ;
- 2009 : The Vibrators sur l'album Garage Punk ;
- 2012 : Ulver sur l'album de reprises Childhood's End - Lost & Found from the Age of Aquarius ;
- Lenny Kaye lors de concerts en 2016, 2017 et 2023 ;
- Patti Smith lors de plusieurs concerts aux États-Unis en 2023.

Une version en langue italienne, Sospesa Ad Un Filo, est enregistrée en 1967 par le groupe de beat italien I Corvi.